# Kieffer Moore
Kieffer Roberto Francisco Moore (n. 8 august 1992) este un fotbalist profesionist care joacă ca atacant la clubul din EFL Championship Sheffield United și la echipa națională a Țării Galilor.